# Zeuctoboarmia amieti
Zeuctoboarmia amieti är en fjärilsart som beskrevs av Claude Herbulot 1973. Zeuctoboarmia amieti ingår i släktet Zeuctoboarmia och familjen mätare. Inga underarter finns listade i Catalogue of Life.